# Adriaan Cornelis Zaanen
Adriaan Cornelis "Aad" Zaanen (Roterdã, 14 de junho de 1913 — Wassenaar, 1 de abril de 2003) foi um matemático neerlandês.
É conhecido por seus livros sobre espaços de Riesz (em parceria com Wilhelmus Luxemburg).